# Betta antoni
Betta antoni — тропічний прісноводний вид риб з родини осфронемових (Osphronemidae), підродина макроподових (Macropodusinae).
Тан і Нг (H. H. Tan & P. K. L. Ng) 2006 року описали п'ять нових видів бійцівських рибок, які були відомі в торгівлі акваріумними рибами із середини 1990-х років чи раніше: B. antoni, B. krataios, B. mandor, B. uberis, B. ideii. Це стало можливим завдяки появі великої серії зразків цих риб. Betta antoni отримала свою назву на честь Irwan Anton на знак подяки за його щедру допомогу в отриманні зразків. До офіційного опису вид був відомий під торговою назвою Betta sp. ‘Sanggau’.
Betta antoni входить до складу групи близьких видів Betta akarensis.

## Опис
Максимальний відомий розмір Betta antoni — 5,0 см стандартної (без хвостового плавця) довжини. Вид відрізняється від своїх родичів низьким тілом, найбільша висота якого (на рівні початку спинного плавця) становить лише 20,6–22,9 % стандартної довжини.
Хвостовий плавець округлий, з витягнутими центральними променями. У спинному плавці 0-1 твердий і 7-8 м'яких променів, в анальному 1-2 твердих і 25-27 м'яких.
31-33 бічні луски. Хребців 30-31.
Основне забарвлення сіре, має світло-бежевий або блідий червоно-коричневий відтінок. На тілі риб присутні невиразні горизонтальні темні смуги: одна по центру, інша на спині. Луски на тілі мають блакитний лиск. Нижня губа чорна, горизонтальна чорна смужка проходить через око, ще одна чорна смужка спускається від ока до горла. Плавці червоно-коричневого кольору із зеленкуватими цятками та білою облямівкою. Забарвлення риб може змінюватись у доволі широких межах залежно від емоційного стану риби.

## Поширення
Betta antoni поширена в прісних водоймах у нижній частині басейну річки Капуас, провінція Західний Калімантан в Індонезії. Відомі лише дві популяції виду: одна в річці Секаям (індонез. Sungai Sekayam) поблизу містечка Санґау (індонез. Sanggau), інша в річці Мелаві (індонез. Sungai Melawi) поблизу містечка Нанґапінох (індонез. Nanga Pinoh). Орієнтовна площа районів, що населяє вид, становить лише 8 км².
Betta antoni оцінюється як вид, що перебуває під загрозою вимирання, через його обмежену територію поширення та широкомасштабне перетворення лісів Калімантану на лісогосподарські райони й насадження монокультур, що супроводжується деградацією та руйнуванням середовищ існування виду.
Betta antoni зазвичай зустрічається в лісових струмках з помірною течією та м'якою, слабко кислою, прозорою водою. Цікаво, що цих риб знаходили лише у верхній течії гірських струмків.

## Утримання в акваріумі
Вид дуже рідко зустрічається в торгівлі акваріумними рибами.
Батьківське піклування полягає в інкубації ікри в роті. Кладку виношує самець.

## Відео
- Betta Antoni by Iven Betta